# Gnathium martini
Gnathium martini är en skalbaggsart som beskrevs av Macswain 1952. Gnathium martini ingår i släktet Gnathium och familjen oljebaggar. Inga underarter finns listade i Catalogue of Life.